# Mansaf
Mansaf (em árabe: منسف) é um prato tradicional árabe feito de carne de cordeiro cozida em um molho de iogurte fermentado seco, e servido com arroz ou triguilho.
É muito popular na Jordânia, e também pode ser encontrado na Palestina, no Iraque, no sul da Síria e na Arábia saudita. O nome do prato vem da expressão "bandeja grande" ou "prato grande".

## História
É dito que o prato original era feito apenas com carne (de camelo ou de cordeiro), caldo de carne ou ghee (manteiga clarificada) e pão. Depois da popularização do arroz no norte da Jordânia, na década de 1920, o arroz foi gradualmente inserido no prato, primeiro misturado com triguilho e posteriormente puro, até que o prato alcançou o estágio atual de ser servido com arroz branco. O molho jameed também é uma adição recente, já que os beduínos não usavam esse molho em seus pratos cozidos até a sedentarização moderna.

## Preparação

### Jameed

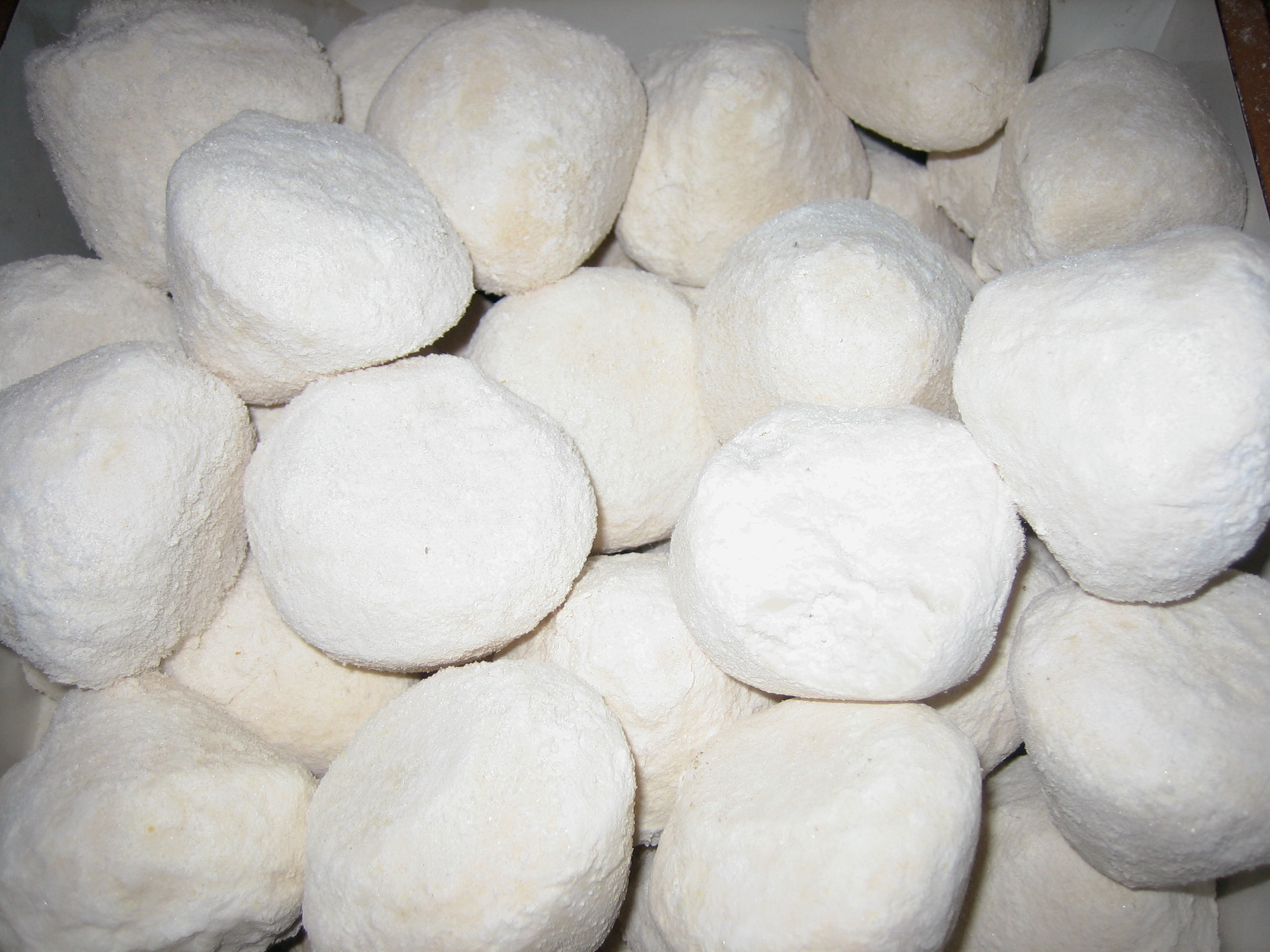
Queraque, na Jordânia, é conhecido por produzir jameed de alta qualidade

Jameed é um tipo de iogurte duro e seco que é preparado fervendo leite de cabra ou de ovelha, que então é deixado para secar e fermentar. A mistura é depois colocada em um morim, para que se torne um iogurte espesso. Sal é adicionado diariamente para engrossar o iogurte por mais alguns dias, e então ele se torna extremamente denso e pode ser moldado em esferas. A cidade de Queraque, na Jordânia, tem uma reputação de para produzir jameed da mais alta qualidade.

### Cozinhar
Um caldo de jameed é preparado e os pedaços de carne de cordeiro são cozidos nele. O alimento é servido em um grande prato com um pão sírio (markook ou shrak) coberto com arroz e então e carne, decorada com amêndoas e pinhões e, em seguida, o molho cremoso de jameed é despejado em cima do prato.

## Cultura e tradição

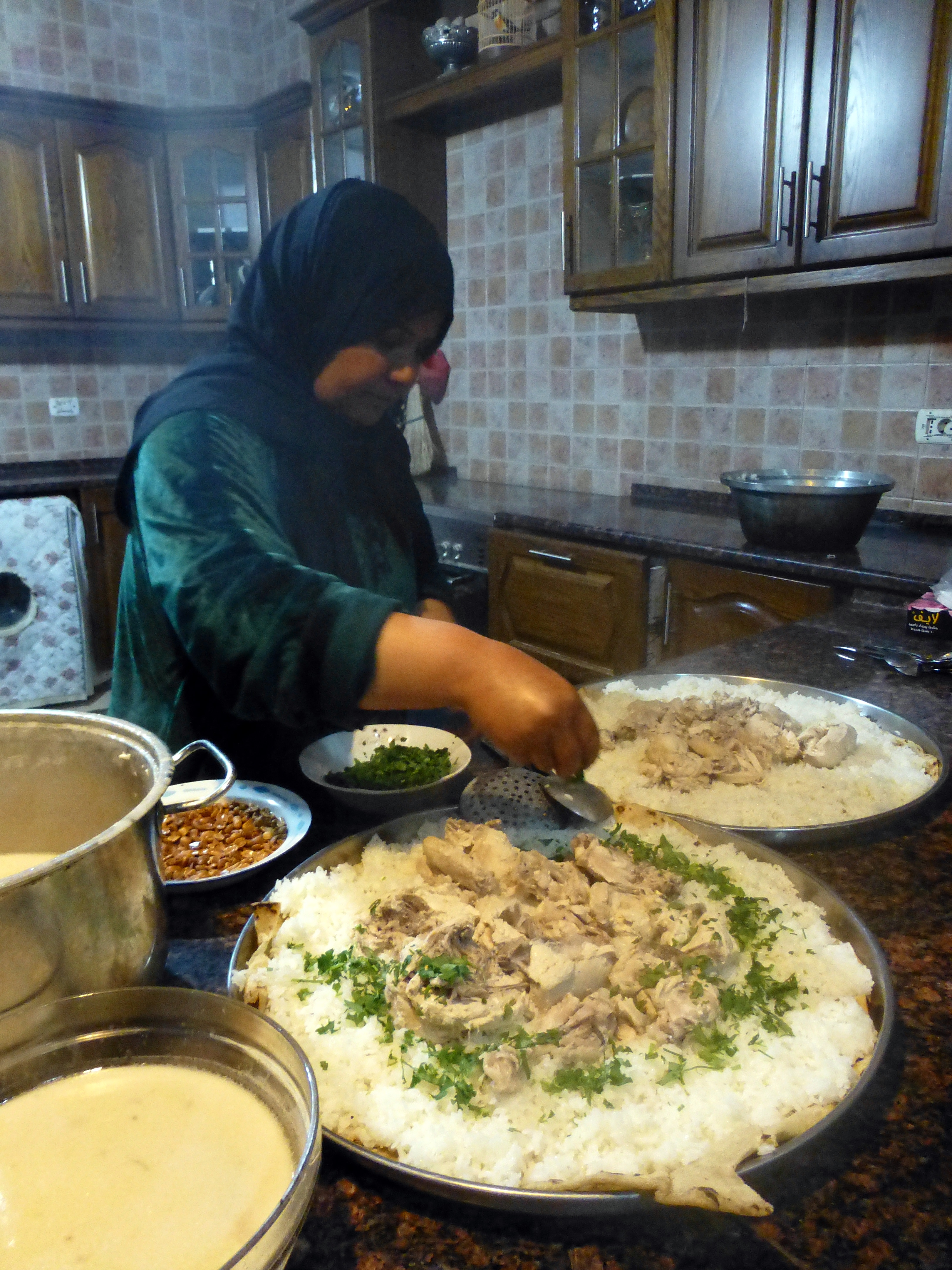
Mulher em Petra preparando mansaf com carne de cordeiro e de frango

Mansaf está associado com a tradicional cultura Jordaniana baseada em um estilo de vida agro-pastoral, em que a carne e o iogurte estão prontamente disponíveis. Mansaf é servido em ocasiões especiais, como casamentos, nascimentos e formaturas, ou para honrar um hóspede, e em grandes festas como Eid al-Fitr, Eid al-Adha (Festa do Sacrifício), Natal, Páscoa e o dia da Independência da Jordânia. Ele é tradicionalmente comido coletivamente de uma grande bandeja no estilo Beduíno, com a mão esquerda atrás das costas e o uso da mão direita em vez de utensílios.

### Prato nacional
Embora o mansaf seja frequentemente referido como o prato nacional da Jordânia, ele não é um prato verdadeiramente tradicional, mas mais recente, tendo sido desenvolvido durante o mandato britânico do início do século XX, e promulgado como um prato nacional depois da independência. A forma atual da comida é diferente da que era preparada na era do mandato britânico e imediatamente após a independência, mas ainda é retratado pelo Estado como um prato que é uma tradição beduína e nacional, apesar de também ser historicamente um prato de camponeses das regiões da Síria e da Palestina.

## Regiões e variantes

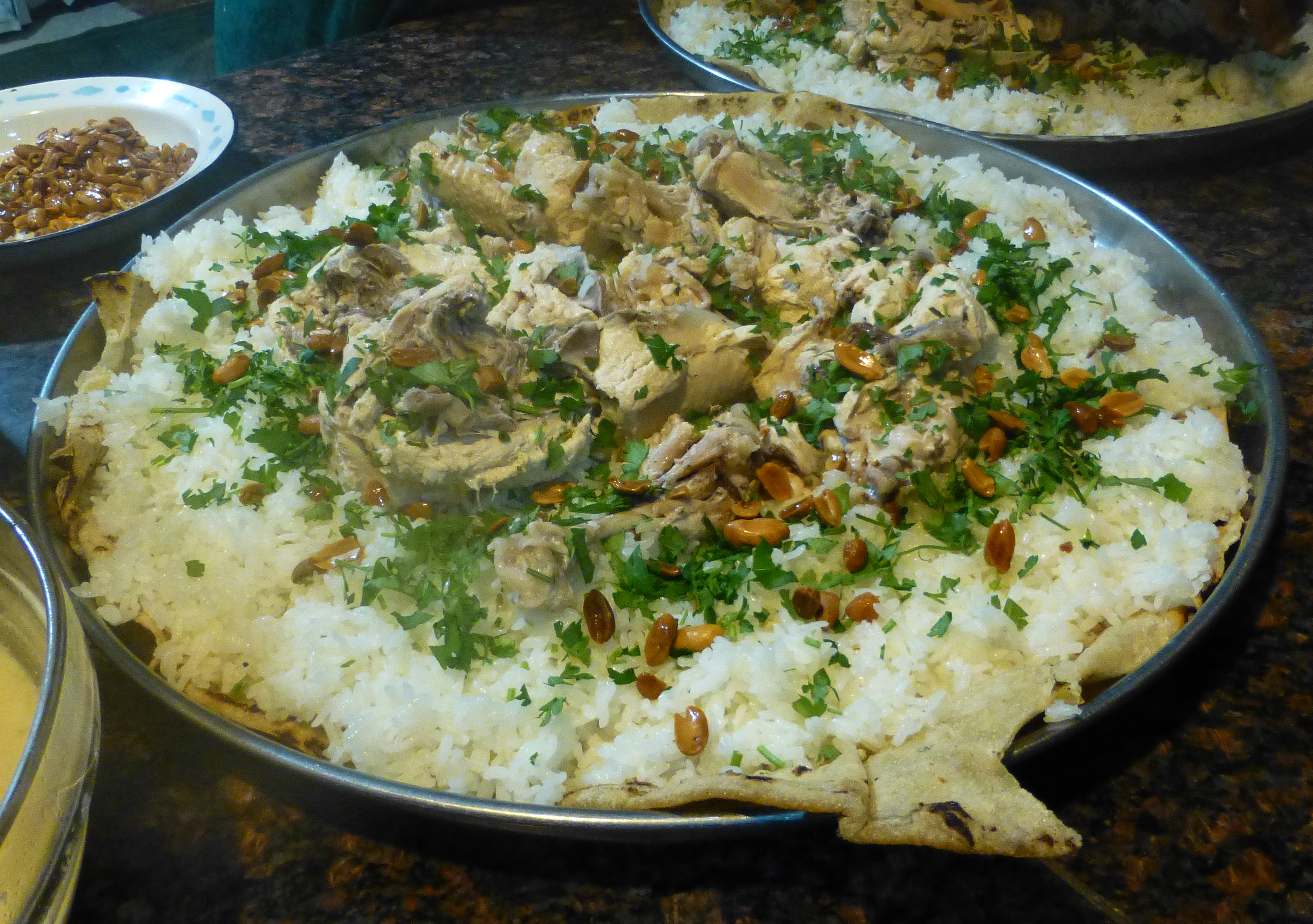
Uma variante de mansaf coberto com ervas

Existem variações do prato que incluem o mansaf de peixe, encontrado na cidade de Aqaba. Uma versão urbana, menos cerimonial de mansaf que usa iogurte não-seco é chamado de shakreyyeh. No norte da Jordânia, é comum comer o prato usando carne de frango em vez de cordeiro.